# Arronville
Arronville és un municipi francès, situat al departament de Val-d'Oise i a la regió d'Illa de França. L'any 2007 tenia 667 habitants.
Forma part del cantó de Pontoise, del districte de Pontoise i de la Comunitat de comunes Sausseron Impressionnistes.

## Demografia

### Població
El 2007 la població de fet d'Arronville era de 667 persones. Hi havia 236 famílies, de les quals 40 eren unipersonals (20 homes vivint sols i 20 dones vivint soles), 72 parelles sense fills, 108 parelles amb fills i 16 famílies monoparentals amb fills.
La població ha evolucionat segons el següent gràfic:
Habitants censats

### Habitatges
El 2007 hi havia 271 habitatges, 243 eren l'habitatge principal de la família, 14 eren segones residències i 14 estaven desocupats. 264 eren cases i 7 eren apartaments. Dels 243 habitatges principals, 204 estaven ocupats pels seus propietaris, 30 estaven llogats i ocupats pels llogaters i 9 estaven cedits a títol gratuït; 1 tenia una cambra, 3 en tenien dues, 22 en tenien tres, 45 en tenien quatre i 172 en tenien cinc o més. 196 habitatges disposaven pel capbaix d'una plaça de pàrquing. A 78 habitatges hi havia un automòbil i a 154 n'hi havia dos o més.

### Piràmide de població
La piràmide de població per edats i sexe el 2009 era:
| Homes | Edats   | Dones |
| ----- | ------- | ----- |
| 0     | 95 o +  | 0     |
| 0     | 90 a 94 | 4     |
| 4     | 85 a 89 | 12    |
| 0     | 80 a 84 | 4     |
| 0     | 75 a 79 | 12    |
| 4     | 70 a 74 | 0     |
| 4     | 65 a 69 | 4     |
| 4     | 60 a 64 | 8     |
| 20    | 55 a 59 | 0     |
| 20    | 50 a 54 | 36    |
| 44    | 45 a 49 | 32    |
| 40    | 40 a 44 | 44    |
| 24    | 35 a 39 | 32    |
| 8     | 30 a 34 | 20    |
| 12    | 25 a 29 | 8     |
| 20    | 20 a 24 | 16    |
| 24    | 15 a 19 | 16    |
| 32    | 10 a 14 | 20    |
| 36    | 5 a 9   | 24    |
| 16    | 0 a 4   | 20    |

## Economia
El 2007 la població en edat de treballar era de 473 persones, 347 eren actives i 126 eren inactives. De les 347 persones actives 326 estaven ocupades (172 homes i 154 dones) i 21 estaven aturades (8 homes i 13 dones). De les 126 persones inactives 51 estaven jubilades, 45 estaven estudiant i 30 estaven classificades com a «altres inactius».

### Ingressos
El 2009 a Arronville hi havia 242 unitats fiscals que integraven 679 persones, la mediana anual d'ingressos fiscals per persona era de 25.178 €.

### Activitats econòmiques
Dels 24 establiments que hi havia el 2007, 1 era d'una empresa extractiva, 1 d'una empresa de fabricació d'altres productes industrials, 5 d'empreses de construcció, 3 d'empreses de comerç i reparació d'automòbils, 2 d'empreses de transport, 1 d'una empresa d'hostatgeria i restauració, 3 d'empreses d'informació i comunicació i 8 d'empreses de serveis.
Dels 2 establiments de servei als particulars que hi havia el 2009, 1 era una lampisteria i 1 restaurant.
L'any 2000 a Arronville hi havia 5 explotacions agrícoles.

## Equipaments sanitaris i escolars
El 2009 hi havia una escola elemental.

## Poblacions més properes
El següent diagrama mostra les poblacions més properes.